# Schussenrieder Brauerei Ott

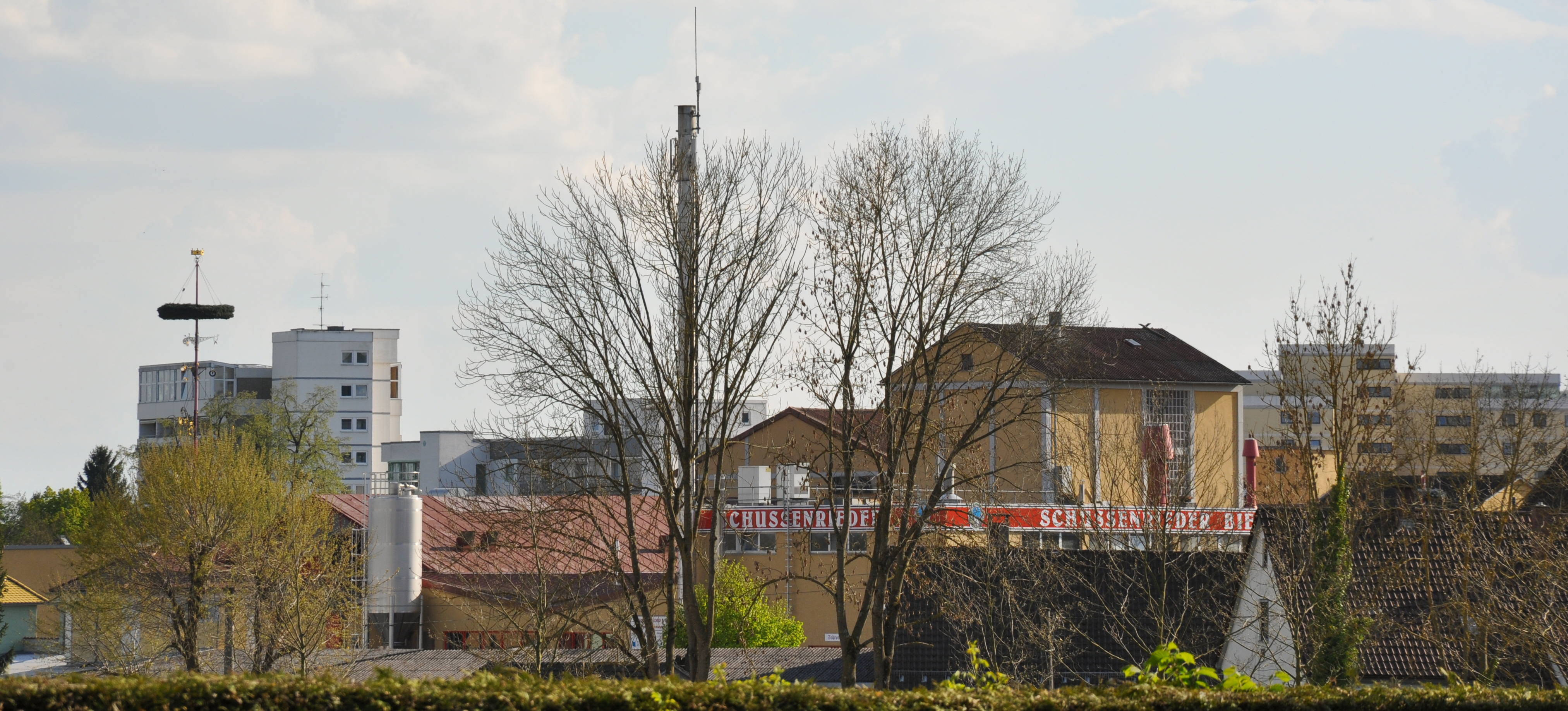
Schussenrieder Brauerei (2014)

Die Schussenrieder Brauerei Ott GmbH & Co. KG ist eine Brauerei in Bad Schussenried in Oberschwaben (Baden-Württemberg).
Die Schussenrieder Brautradition geht zurück auf das Klosterbräuhaus des 1183 gegründeten Prämonstratenserklosters Schussenried. Nach der Säkularisation im Jahr 1803 und mehrmaligem Besitzerwechsel übernahm 1906 der Braumeister Josef Ott die damalige „Kronenbrauerei“.
Die Familienbrauerei wird heute bereits in der vierten Generation von Michael Ott geführt. Seit der Gründung entwickelte sich das Unternehmen von der kleinen Hausbrauerei zur „Erlebnisbrauerei“. Mit der Eröffnung von Deutschlands erstem Bierkrugmuseum und dem „Bierkrugstadel“ entwickelte sich die Brauerei in Richtung Tourismus und Erlebnisgastronomie.
Absatzregionen von Schussenrieder Bier sind neben Oberschwaben und dem nahen Bodenseeraum auch das Allgäu, die Schwäbische Alb, der Alb-Donau-Kreis, die Region Neckar-Alb und der Großraum Stuttgart.
Spezialitäten des Hauses sind die Biersorten „Original No°1 naturtrüb“, „Bioland-Pilsener“ und „Vollmond-Bier“ (naturtrüb). Zudem braut Schussenrieder auch Schwarzbier, Bockbier (Josefsbock), Märzen, „Festbräu“ (im Sommer), helles und dunkles Hefeweizen (Weisse hefetrüb bzw. Schwarze Weisse), Kristallweizen, Leichtbier (Leichte Weisse), „Original Spezial“, Helles, Pilsener, „Fasnet-Sud“ (nur in der Fasnetzeit) sowie „Gögginger-Edel-Export“.
Schussenrieder gehört der 2006 gegründeten Initiative „Die Freien Brauer“ an, einem Zusammenschluss unabhängiger Privatbrauereien in Mitteleuropa.